# قلمرو هیدا-تاکایاما
قلمرو هیدا-تاکایاما (به ژاپنی: 飛騨高山藩, Hida-Takayama-han)، یک هان (ژاپن) در ولایت هیدا بود.